# PGC 1377390
LEDA/PGC 1377390 ist eine Galaxie mit aktivem Galaxienkern im Sternbild Jungfrau auf der Ekliptik. Sie ist schätzungsweise 1,5 Milliarden Lichtjahre von der Milchstraße entfernt und hat einen Durchmesser von etwa 110.000 Lj.

Im selben Himmelsareal befinden sich u. a. die Galaxien NGC 3819, NGC 3822, NGC 3825, NGC 3848.